# Herma Vos
Pour les articles homonymes, voir Vos.
Herma Vos, est une danseuse, meneuse de revue, mannequin, chanteuse et actrice néerlandaise qui a fait carrière en France et en Allemagne.

## Biographie
Après des études à l'Académie Royale de la danse d'Amsterdam, à l'âge de 18 ans, trop grande  pour la danse classique, elle quitte les Pays-Bas pour Paris afin de rejoindre la troupe des Bluebell Girls du Lido, où une haute stature est requise. Au bout de 3 mois elle danse au premier rang et quand Donn Arden metteur en scène américain de Las Vegas vient à Paris pour préparer le nouveau spectacle du Lido, il en fait sa première soliste. L'aventure dure trois ans. Après une courte carrière de mannequin auprès de l'agence Mademoiselle, elle pose pour Helmut Newton, tourne une pub avec Just Jaeckin pour Dim, elle rejoint le Paradis latin, auprès de Jean-Marie Rivière qui en fait sa meneuse de revue pour les spectacles Paris Paradis et Nuit de Paradis. Elle restera 3 ans dans ce cabaret à grand succès.
À l'issue de sa carrière de danseuse, après un rôle de figuration dans Moonraker en 1979, elle entame une carrière au cinéma au milieu des années 1980.
Elle a aussi chanté avec Le Grand Orchestre du Splendid. Elle chante à présent du jazz, a sa propre formation et se produit en Allemagne, en Suisse et dans toute la France.

## Filmographie

### Cinéma
- 1981 : Les hommes préfèrent les grosses, de Jean-Marie Poiré - Jocelyn
- 1984 : Frankenstein 90, d'Alain Jessua - Adelaïde
- 1985 : Trois hommes et un couffin, de Coline Serreau - Clotilde
- 1987 : Club de rencontres, de Michel Lang - Jutta
- 1989 : Mano rubata (film TV) d'Alberto Lattuada - Starlette
- 2001 : Tanguy, d'Étienne Chatiliez - La géante

### Télévision
- 1982 : Le Mystère du gala maudit, de Bernard Lion
- 1984 : Au théâtre ce soir : Adieu Prudence de Leslie Stevens, adaptation Pierre Barillet et Jean-Pierre Grédy, mise en scène Alain Feydeau, réalisation Pierre Sabbagh, Théâtre Marigny
- 1986 : Maguy, épisode "Plus belle girl" - "Peggy"
- 2004 : Père et Maire - Olga
- 2010 : Camping Paradis (saison 2, épisode 1) mère de Jan
- 2014 : Camping Paradis (saison 6, épisode 2) : la mère de Marieke

## Discographie
- Danser - Single, 1983 (David Mac Neal / Claude Morgan) - Carol Records
- Obsession - Single, 1988 (B.O.F. La Passerelle) - Milan
- Saint-Germain Boulevard - Single, 1989 (Bruno Dulouva - Pierre-Jean Gidon) - Philips/Phonogram